# أحمد صالح النعيمي
أحمد صالح النعيمي (ولد في 1950 في البحرين) محاسب ورجل أعمال بحريني.

## النشأة والتعليم
النعيمي من مواليد العام 1950.
حاصل على شهادة الدراسات التجارية من كلية الخليج للتكنولوجيا في العام 1974. ثم حصل على مؤهل محاسب قانوني من بريطانيا في العام 1978. ثم حصل على ماجستير في العلوم الإدارية من جامعة بوسطن في العام 1994.

## المسيرة المهنية
انضم إلى شركة ألبا محاسبا متدربا في العام 1974. تمت ترقيته إلى منصب محاسب أول في العام 1979. تم ابتعاثه من قبل الشركة للعمل في شركة إرنست ويونغ في بريطانيا وذلك في العام 1981. تم تعيينه مديرا للمحاسبة الإدارية في شركة ألبا في العام 1982. تمت ترقيته إلى منصب مدير عام الشئون المالية في ألبا في العام 1986. عين نائبا للرئيس التنفيذي للشئون التجارية والخدمات ومدير عام للشئون المالية والتكليس في شركة ألبا. في 14 سبتمبر 2006 عقد مجلس إدارة شركة ألمنيوم البحرين (ألبا) اجتماعه الثالث بعد المئة برئاسة رئيس مجلس الإدارة عصام عبد الله فخرو وتم خلال الاجتماع تعيين النعيمي رئيسا تنفيذيا للشركة. تقاعد النعيمي في عام 2009 وكانت آخر أعماله المساهمة في إعداد دراسة الجدوى الخاصة لخط الصهر السادس.
بعد تقاعده عمل النعيمي على تأسيس شركة استشارية تعمل في القطاع الصناعي كما أسس عددا من الشركات الاستثمارية تنشط في عدد من الأعمال من بينها استثمارات في البوسنة والهرسك.

## الجوائز والتكريمات
حصل في أبريل 2008 على جائزة العلاقات العامة والقيادة وذلك خلال المؤتمر السنوي لنادي الخطابة في البحرين. وتعتبر هذه أول مرةٍ في تاريخ البحرين يتم فيها تكريم أحد الأفراد من غير أعضاء حركة الخطابة بمنحه هذه الجائزة القيمة وذلك تقديرا للدعم الذي قدمه النعيمي إلى حركة الخطابة في البحرين وتثمين جهوده لخدمة الحركة والمجتمع عموما.